# Percheron

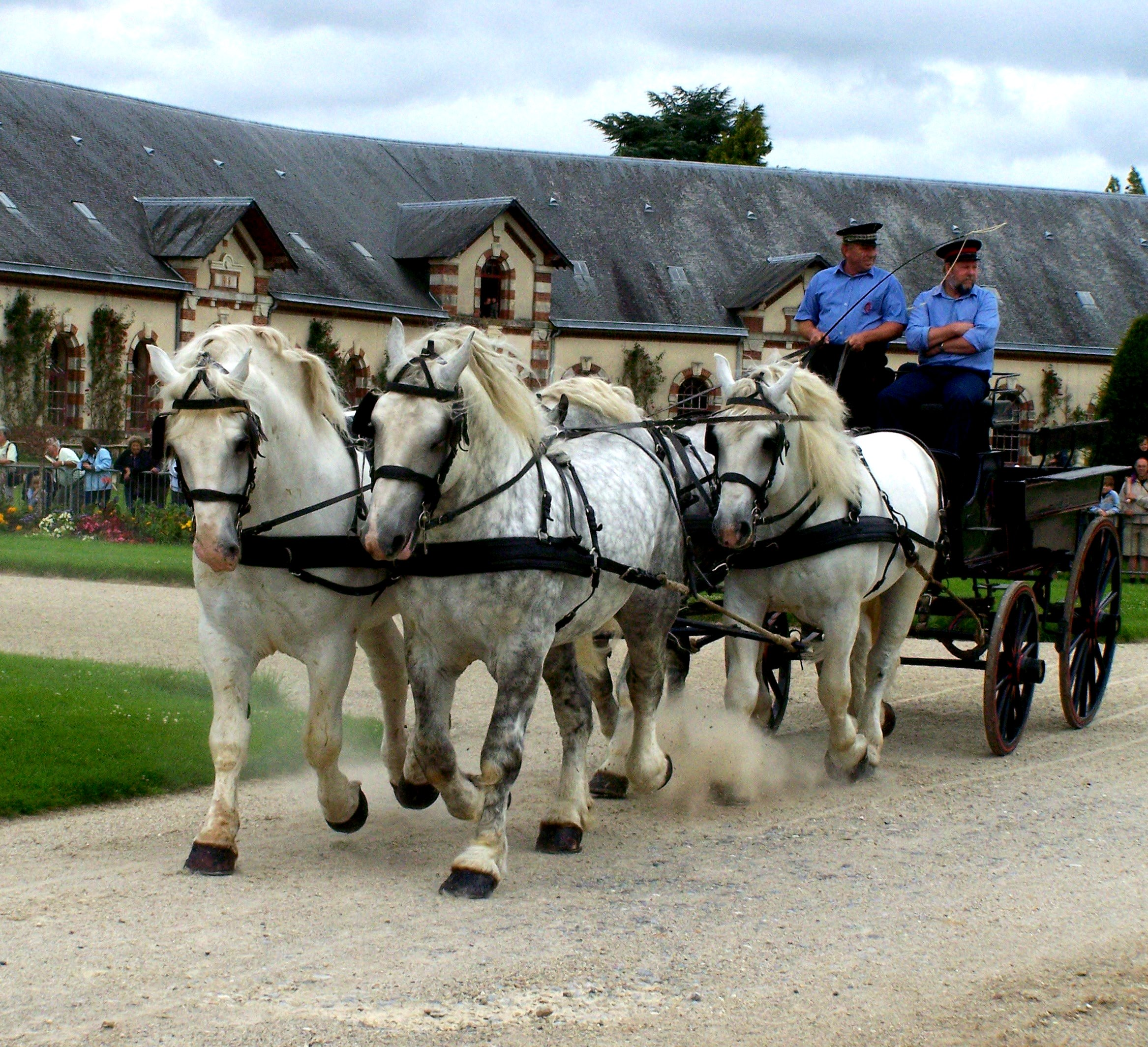
Percheron-vierspan

De percheron is een Frans ras van koudbloedpaarden afkomstig uit de voormalige provincie Perche, waaraan het zijn naam ontleent. Dit ras behoort tot de bekendste van de Franse trekpaarden. Het werd oorspronkelijk gefokt als krijgspaard, werd in de achttiende en negentiende eeuw ingezet als koetspaard voor de postkoets en diende in het begin van de twintigste eeuw als zwaar landbouwtrekpaard.

## Kenmerken
Het grote type van dit paard kan een stokmaat van 185 cm bereiken. Het kleine type ligt tussen de 150 en 165 stokmaat. De percheron komt voor in de kleuren schimmel en zwart. Het ras vertoont verwantschap met de boulonnais.
De percheron is bovenal een groot en zwaar paard. Het paard moet desondanks harmonieus en elegant zijn, goed geproportioneerd met een expressief hoofd. Percherons hebben een gespierde rug, borst en achterhand en harde, sterke benen met goede harde hoeven en weinig behang.
De percheron is een goedwillend en moedig paard met een rustig temperament. Hij heeft een groot uithoudingsvermogen en kan zonder problemen zeer grote afstanden afleggen.

## Gebruik
De percheron wordt gebruikt voor de koets en, in mindere mate, onder het zadel. In de tweede helft van de twintigste eeuw kreeg het ras versterkt betekenis voor de productie van paardenvlees. Tegenwoordig wordt de percheron ook ingezet als sleeppaard in de bosbouw en wordt zijn grote kracht gedemonstreerd tijdens trekwedstrijden.

## Verspreiding
In de Verenigde Staten is het een geliefd showpaard. Ook in het Verenigd Koninkrijk en in Australië bevinden zich stamboeken. Sinds 1978 wordt jaarlijks een congres van fokkers wereldwijd georganiseerd, waarvan de meeste edities plaatsvonden in Amerika. Jaarlijks is er een nationale presentatie van het ras in de stoeterij van Le Pin-au-Haras.